# Еубул (песник)
Еубул (Грчки: Εὔβουλος) био је атински песник средње комедије. Победио је шест пута на Ленејском фестивалу, први пут вероватно крајем 370-их или 360-их година пре нове ере.
Суда датира период у којем је стварају на 101. Олимпијаду (тј. 376/2) и као ствараоца га описује као „на граници између Средње и Старе комедије“. 
Написао је 104 комедије и освојио је шест победа на Ленејском фестивалу. Постоје претпоставке да је неке од његових драма поставио Аристофанов син Филип. Нападао је Филократа, Калимедона, Кидију и Дионисија тиранина из Сиракузе.
Еубулове драме су углавном биле о митолошким темама и често су пародирале трагичне драмске писце, посебно Еурипида.
Ричард Л. Хантер је детаљно проучио Еубулову каријере и фрагмената његових драма у Eubulus: The Fragments  (Кембриџ, 1983).

## Сачувани наслови и фрагменти
Сачувано је 150 фрагмената (укључујући три дубије) његових комедија, заједно са педесет осам наслова:
- Ancylion
- Anchises
- Amaltheia
- Anasozomenoi ("Men Who Were Trying To Get Home Safe")
- Antiope
- Astytoi ("Impotent Men")
- Auge
- Bellerophon
- Ganymede
- Glaucus
- Daedalus
- Danae
- Deucalion
- Dionysius
- Dolon
- Eirene ("Peace")
- Europa
- Echo
- Ixion
- Ion
- Kalathephoroi ("Basket-Bearers")
- Campylion
- Katakollomenos ("The Man Who Was Glued To the Spot")
- Cercopes
- Clepsydra
- Korydalos ("The Lark")
- Kybeutai ("Dice-Players")
- Lakones ("Spartans") or Leda
- Medea
- Mylothris ("The Mill-Girl")
- Mysians
- Nannion
- Nausicaa
- Neottis
- Xuthus
- Odysseus or Panoptai ("Men Who See Everything")
- Oedipus
- Oenimaus or Pelops
- Olbia
- Orthannes
- Pamphilus
- Pannychis ("The All-Night Festival")
- Parmeniscus
- Pentathlos ("The Pentathlete")
- Plangon
- Pornoboskos ("The Pimp")
- Procris
- Prosousia or Cycnus
- Semele or Dionysus
- Skyteus ("The Shoemaker")
- Stephanopolides ("Female Garland-Vendors")
- Sphingokarion ("Sphinx-Carion")
- Titans
- Tithai or Titthe ("Wet-Nurses" or Wet-Nurse")
- Phoenix
- Charites ("The Graces")
- Chrysilla
- Psaltria ("The Harp-Girl")